# Koło
Koło és una ciutat de Polònia, es troba al voivodat de Gran Polònia, a la vora del riu Varta, a 110 metres sobre el mar.

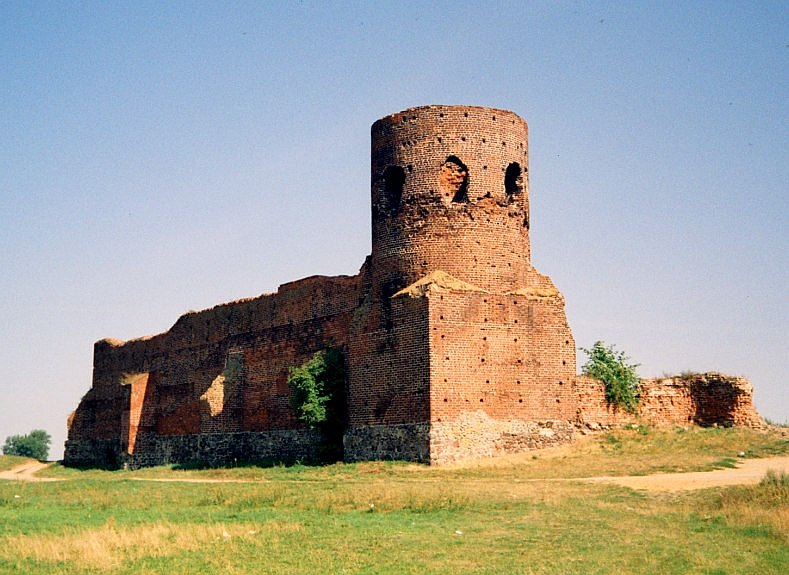

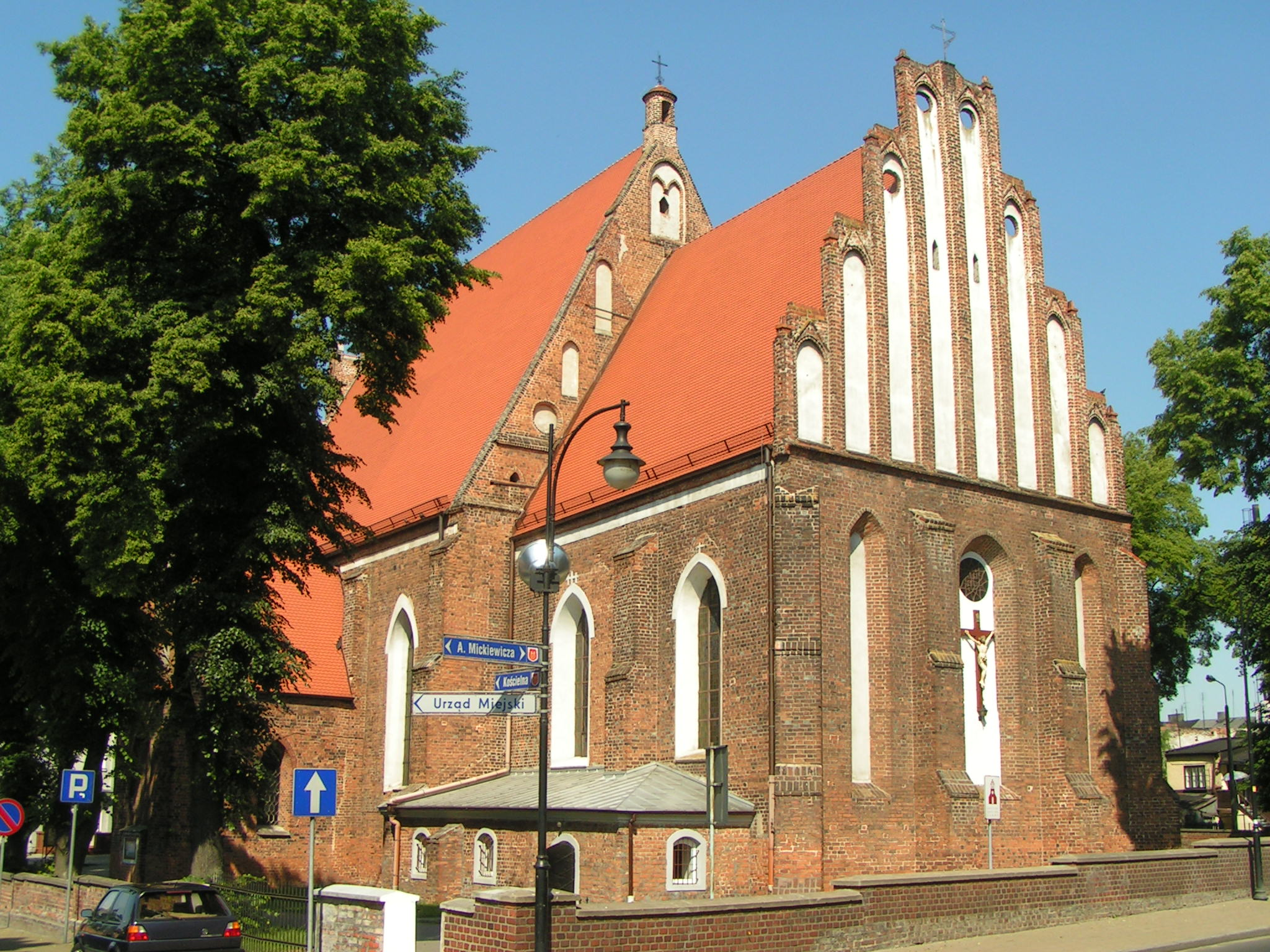